# Calliandra depauperata
Calliandra depauperata är en ärtväxtart som beskrevs av George Bentham. Calliandra depauperata ingår i släktet Calliandra och familjen ärtväxter. Inga underarter finns listade i Catalogue of Life.